# Altdeutsches Haus
La Altdeutsches Haus era una casa a graticcio situata al numero 7 della Osterstraße, nel centro antico di Hildesheim.
Risaliva agli anni 1600-1604 circa. L'imponente costruzione si ergeva per 5 piani fuori terra ed era famosa per la sua triplice ghimberga.
L'esterno era decorato sfarzosamente con scene intagliate nel legno, di stile rinascimentale, secondo lo stile delle case patrizie e borghesi che impreziosivano il centro di Hildesheim.
Alla fine del XIX secolo era stata adibita a ristorante.
La casa venne completamente distrutta nel bombardamento del 22 marzo 1945, giorno in cui il centro storico di Hildesheim cessò di esistere.
Nel 2015 la città festeggerà i 1200 anni di storia: per l'occasione vi sono vari progetti di ricostruzione di edifici scomparsi nel 1945, tra cui quello di riedificare la Altdeutsches Haus, ma al momento, si tratta soltanto di ipotesi remote.